# Chisocheton ruber
Chisocheton ruber là một loài thực vật có hoa trong họ Meliaceae. Loài này được Ridl. mô tả khoa học đầu tiên năm 1930.